# Nocturama
Nocturama, rod crvenih alga iz porodice Batrachospermaceae opisan 2016. godine. Možda je jedini predstavnik slatkovodna alga N. antipodites iz Australije, dok bi druga mogla biti južnobrazilska vrsta Sheathia arcuata možda je sinonim za Nocturama novamundensis, sp. nov.
Tipski lokalitet vrste N. antipodites je Kondalilla Falls na Skene Creeku u nacionalnom parku Kondalilla u Queenslandu.

## Sinonimi
- Batrachospermum antipodites Entwisle 1995